# 60式81mm自走迫擊砲
60式自走81mm迫擊砲（日語：60式自走81mm迫撃砲），是60式裝甲運兵車為基礎開發的自走型迫擊砲。目前全數退役。
射擊精準度比通常迫擊砲良好、兼顧機動性、裝甲防護力可以掩護裝甲部隊兩翼。通常射擊可以直接從車上發射，必要時才卸下砲進行野外射擊。